# Дробан, Терентий Михайлович
Тере́нтий Миха́йлович Дро́бан (5 декабря 1907, Залиман, Балаклейская волость, Змиевской уезд, Харьковская губерния, Российская империя — 11 октября 1990, Обнинск, Калужская область, Россия) — советский военный, партийный и административный деятель. В годы Великой Отечественной войны — батальонный комиссар, начальник политотдела 120-й отдельной танковой бригады на Западном и 3-м Белорусском фронтах, гвардии подполковник. Первый секретарь Звениговского райкома КПСС Марийской АССР (1953—1959), начальник Управления лёгкой и пищевой промышленности (1959—1963) и Управления молочной промышленности МарАССР (1963—1966). Член ВКП(б).

## Биография
Родился 5 декабря 1907 года в с. Залиман ныне Балаклейского района Харьковской области Украины.
С 1928 года находился на комсомольской, хозяйственной и партийной работе в Украине.
С сентября 1929 года находился на службе в РККА. Участник Великой Отечественной войны: в 1942 году окончил курсы при Академии бронетанковых войск, батальонный комиссар, начальник политотдела 120-й отдельной танковой бригады на Западном и 3-м Белорусском фронтах, гвардии подполковник. Завершил военную службу в апреле 1947 года. Награждён орденами Красного Знамени (дважды), Отечественной войны I (дважды) и II степени, Красной Звезды и медалями. 
В 1952 году заочно окончил Высшую партийную школу при ЦК КПСС. В 1953 году приехал в Марийскую АССР: в 1953—1959 годах — первый секретарь Звениговского райкома КПСС, в 1959—1963 годах — начальник Управления лёгкой и пищевой промышленности, в 1963—1966 годах — начальник Управления молочной промышленности МАССР. Трижды награждён почётными грамотами Президиума Верховного Совета Марийской АССР.  
В 1959—1963 годах избирался депутатом Верховного Совета Марийской АССР IV созыва.
Скончался 11 октября 1990 года в Обнинске Калужской области.

## Награды
- Орден Красного Знамени (25.07.1944, 02.03.1945)[4][7]
- Орден Отечественной войны I степени (29.09.1943, 14.07.1945)[7]
- Орден Отечественной войны II степени (06.04.1985)[8]
- Орден Красной Звезды (31.12.1942)[7]
- Медаль «За победу над Германией в Великой Отечественной войне 1941—1945 гг.» (09.05.1945)[7]
- Медаль «За взятие Кёнигсберга» (09.06.1945)[7]
- Медаль «За воинскую доблесть. В ознаменование 100-летия со дня рождения Владимира Ильича Ленина»
- Почётная грамота Президиума Верховного Совета Марийской АССР (1957, дважды; 1967)[1]